# Tara Strong
Tara Strong (Toronto, 1973. február 12. – ) amerikai-kanadai színésznő.
Híres rajzfilmes munkáiról, rengetegben szinkronhang volt, például Timmy Turner hangja a Tündéri keresztszülőkben vagy a Tini titánokban is szinkronizált. Videojátékos munkáiról is híres és népszerű, pl. a Mortal Kombat vagy a Final Fantasy sorozatban végzett szinkronjaiért. Ő volt Ben Tennyson hangja is a Ben 10 sorozatban, ő Twilight Sparkle beszédhangja az Én kicsi pónim: Varázslatos barátság sorozatban, valamint a Pindur Pandúrok című sorozatban Puszedli eredeti hangját is ő kölcsönzi.
Munkájáért Annie-díjakat is kapott.
Craig Strong a férje, akivel 2000 óta házasok. Azóta két gyermekük született.